# San Stino di Livenza
San Stino di Livenza este o comună din provincia Veneția, regiunea Veneto, Italia, cu o populație de 13.099 de locuitori și o suprafață de 67,97 km².

## Demografie
Santo Stino di Livenza - evoluția demografică

|  | Graficele sunt indisponibile din cauza unor probleme tehnice. Mai multe informații se găsesc la Phabricator și la wiki-ul MediaWiki. |

Date: Recensăminte sau birourile de statistică - grafică realizată de Wikipedia